# Liste der portugiesischen Botschafter in Kamerun
Die Liste der portugiesischen Botschafter in Kamerun listet die Botschafter der Republik Portugal in Kamerun auf. Die Länder unterhalten seit 1977 diplomatische Beziehungen, die auf die Ankunft der Portugiesischen Seefahrer im heutigen Kamerun ab 1472 zurückgehen.
Der erste Botschafter Portugals akkreditierte sich 1979 in der kamerunischen Hauptstadt Yaoundé. Eine eigene Botschaft eröffnete Portugal dort nicht, das Land gehört zum Amtsbezirk des Portugiesischen Botschafters in Nigeria, der sich dazu in Kamerun zweitakkreditiert (Stand 2019).

## Missionschefs
| Name                                           | Bild    | Amtszeit  | Anmerkungen                                                                 |
| Kamerun                                        | Kamerun | Kamerun   | Kamerun                                                                     |
| ---------------------------------------------- | ------- | --------- | --------------------------------------------------------------------------- |
| João Uva de Matos Proença                      |         | ab 1979   | Botschafter mit Amtssitz Lagos, am 9. März 1979 in Yaoundé akkreditiert     |
| Armando Nunes de Freitas                       |         | ab 1982   | Botschafter mit Amtssitz Lagos, am 5. Januar 1982 in Yaoundé akkreditiert   |
| Rui Fernando de Meira Ferreira                 |         | ab 1988   | Botschafter mit Amtssitz Lagos, am 5. November 1988 in Yaoundé akkreditiert |
| Nuno Maria da Cunha e Távora Silveira e Lorena |         | ab 1990   | Botschafter mit Amtssitz Lagos                                              |
| Filipe Orlando de Albuquerque                  |         | ab 1994   | Botschafter mit Amtssitz Lagos                                              |
| António José da Câmara Ramalho Ortigão         |         | ab 1999   | Botschafter mit Amtssitz Lagos                                              |
| Maria de Fátima de Pina Perestrello            |         | ab 2005   | Botschafter mit Amtssitz Lagos                                              |
| João Maria Rebelo de Andrade Cabral            |         | ab 2010   | Botschafter mit Amtssitz Lagos                                              |
| Simeão Archer Pinto Mesquita                   |         | ab 2013   | Botschafter mit Amtssitz Lagos                                              |
| António Pedro da Vinha Rodrigues da Silva      |         | ab 2014   | Geschäftsträger auf Abruf                                                   |
| António Pedro da Vinha Rodrigues da Silva      |         | ab 2017   | Botschafter mit Amtssitz Abuja                                              |
| Luís Filipe Ribeiro da Silva Barros            |         | seit 2018 | Botschafter mit Amtssitz Abuja                                              |